# La Estación (La Rioja)
La Estación es una localidad del municipio de Fuenmayor en La Rioja (España).

## Demografía
La Estación contaba a 1 de enero de 2010 con una población de 0 habitantes.
| Gráfica de evolución demográfica de La Estación entre 2000 y 2010                                |
|                                                                                                  |
| Población de derecho (2000-2010) según los censos de población del INE a 1 de enero de cada año. |